# Alonso Antonio de Paz y Guzmán
Alonso Antonio de Paz y Guzmán   (Madrid, 17 de febrer de 1620 - valor desconegut) va ser un funcionari castellà, conductor d'ambaixadors a la dècada de 1660.
Va néixer a Madrid el 17 de febrer de 1620. Va ser batejat el 6 de març següent a l'església de Santa Maria la Major. Els seus pares van ser Alonso Antonio de Paz y Guzmán, membre del Consell Reial i de la Comptadoria Major, natural i resident a Sevilla i vingut a la cort per ocupar els seus càrrecs, i de Juana del Corral y Pascual, natural de Medina del Campo. El seu avi, també anomenat Alonso, era natural de Fregenal de la Sierra, i tanmateix, tant a ell, com els seus descendents, inclòs el net, se'ls tenia com originaris de Salamanca, on van ser regidors.
Alonso va ser cavallerís del rei Felip IV de Castella, el qual el 1641 va atorgar-li l'hàbit de l'orde de Sant Jaume. D'altra banda, va ocupar el càrrec de regidor i procurador a corts per la ciutat de Salamanca. Així mateix, va exercir el càrrec de conductor d'ambaixadors: el 1660 va fer el servei a la frontera francesa en el lliurament de la infanta Maria Teresa amb motiu del Tractat dels Pirineus. El 1663 va ser nomenat estàtic o governador de la ciutat de Messina, al regne de Sicília. No obstant això, segons Ochoa, va seguir exercint com a conductor d'ambaixadors fins a 1667.